# 지커 009
지커 009(영어: Zeekr 009, 중국어 간체자: 极氪009, 병음: Jíkè 009)는 2022년 초에 출시된 프리미엄 전기 자동차 브랜드인 지커의 배터리식 전기 고급 MPV이다. 또한 001 이그제큐티브 슈팅 브레이크에 이어 지커 브랜드에서 두 번째로 생산된 차량이기도 한다.

## 개요
지커 009 전기 미니밴은 2022년 8월에 처음으로 온라인으로 공개되었다. 009의 탁송은 2023년 1분기에 중국에서 시작되었다. 이 차량은 전기 자동차용 Geely Sustainable Experience Architecture 1 플랫폼(SEA)을 기반으로 하며 지커 001뿐만 아니라 로터스 엘레트라와 폴스타 5에서도 사용된다.
지리 자동차는 기가 프레스와 유사한 대형 알루미늄 다이캐스트를 사용하여 길이 1.4 m (4.6 ft), 너비 1.6 m (5.2 ft)에 달하는 차량의 넓은 후방 하부 섹션을 생산했으며, 이를 통해 용접 지점의 수를 약 800개까지 줄였다.

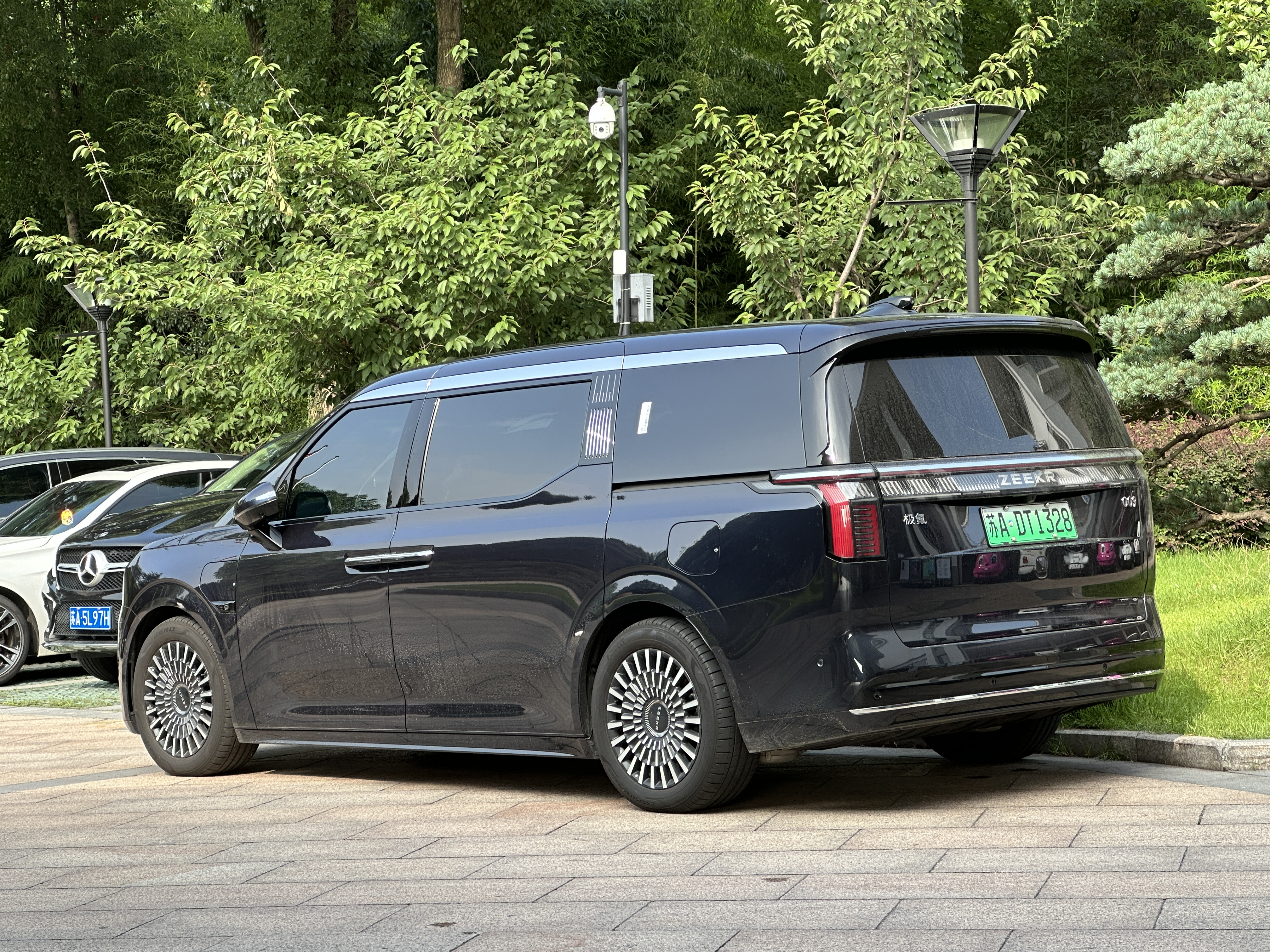
후면
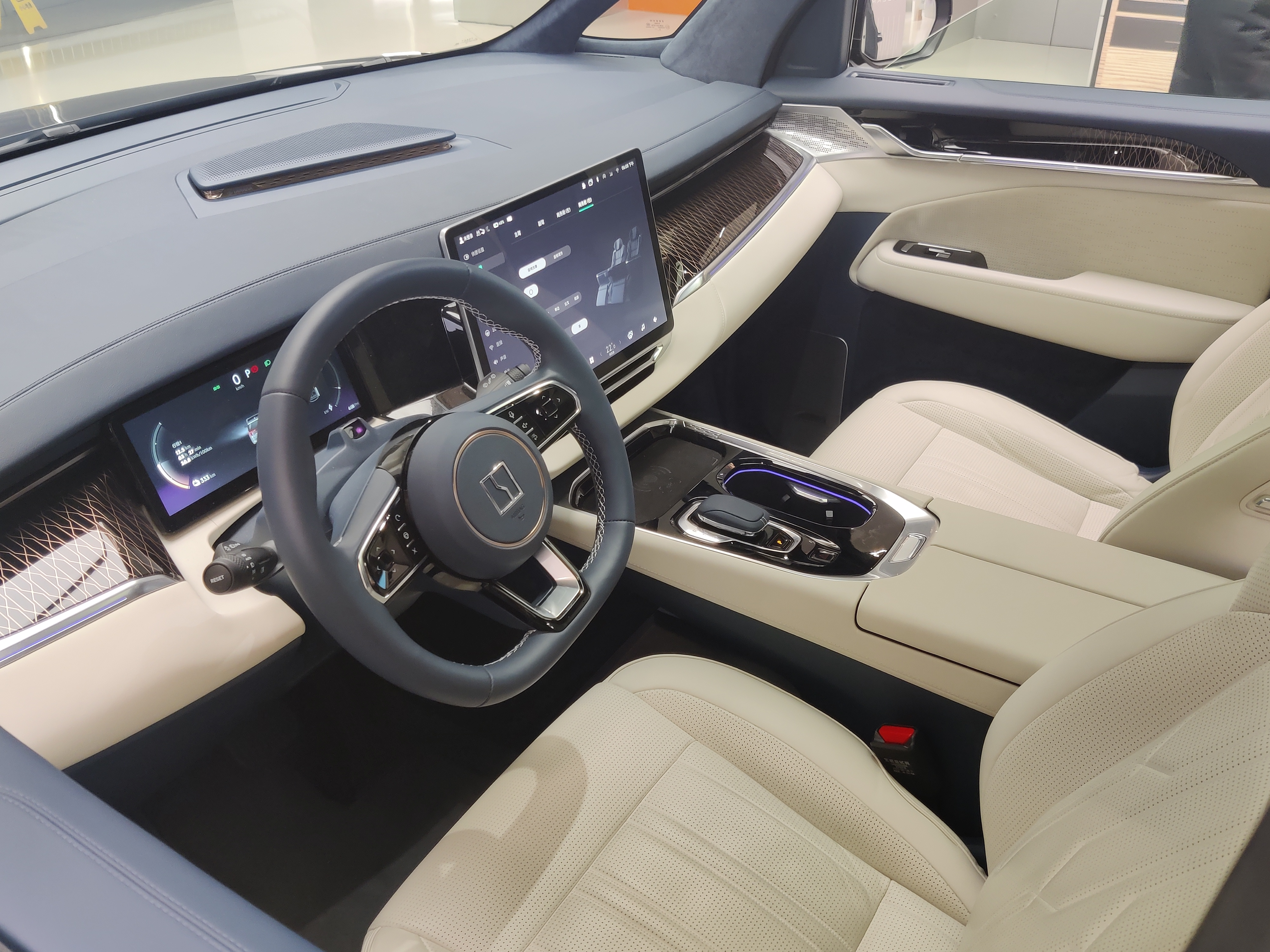
내부

## 판매량
| 연도   | 중국 시장 |
| ------ | --------- |
| 2023년 | 18,439    |
| 2024년 | 17,235    |